# Werner Fuetterer
Werner Fuetterer (né le 10 janvier 1907 à Barth, mort le 7 février 1991 à Benidorm) est un acteur allemand.

## Biographie
Fuetterer passe son enfance au Guatemala, où son père a une hacienda. La famille revient en 1919 en Allemagne, à Lübeck. À l'automne 1924, il entre à l'académie des arts dramatiques de Berlin. À cause d'une proposition de tournage de film en Suède, il quitte précipitamment cette école.
Werner Fuetterer devient un acteur recherché comme jeune homme dans le cinéma muet des années 1920. Son rôle le plus important est alors l'archange dans Faust, une légende allemande. Il joue ensuite des seconds rôles, notamment le meilleur ami du personnage principal. Fuetterer joue aussi au théâtre et fait une tournée aux États-Unis de 1937 à 1939. Après la Seconde Guerre mondiale, il poursuit sa carrière sans problème.
En 1957, il s'installe en Espagne où il exploite un camping.

## Filmographie
- 1925 : Flygande Holländaren
- 1926 : Les Frères Schellenberg
- 1926 : Die Abenteuer eines Zehnmarkscheines
- 1926 : Ich hab mein Herz in Heidelberg verloren
- 1926 : Die Wiskottens
- 1926 : Kubinke, der Barbier, und die drei Dienstmädchen
- 1926 : Faust, une légende allemande
- 1926 : Die keusche Susanne (La Chaste Suzanne)
- 1926 : Kreuzer Emden
- 1927 : Am Rüdesheimer Schloß steht eine Linde
- 1927 : Das Fräulein von Kasse 12
- 1927 : Grand Hotel...!
- 1927 : Glanz und Elend der Kurtisanen
- 1927 : Der Sohn der Hagar
- 1927 : Ich war zu Heidelberg Student
- 1927 : So küßt nur eine Wienerin
- 1927 : Der Fürst von Pappenheim
- 1927 : Die sieben Töchter der Frau Gyurkovics
- 1927 : Ledige Mütter
- 1927 : Durchlaucht Radieschen
- 1928 : Die tolle Komteß
- 1928 : Le Cœur ne vieillit pas (Artisten) de Géza von Bolváry
- 1928 : Das Girl von der Revue
- 1928 : Du sollst nicht stehlen
- 1928 : Küsse, die man nicht vergisst
- 1928 : Die schönste Frau von Paris
- 1928 : Die Wochenendbraut
- 1929 : Im Prater blühn wieder die Bäume
- 1929 : Madonna im Fegefeuer
- 1929 : Vive l'amour
- 1929 : Morgenröte
- 1929 : Sturmflut der Liebe
- 1929 : Le Secret de Délia
- 1930 : Das Rheinlandmädel
- 1930 : Ich glaub' nie mehr an eine Frau
- 1931 : La Femme et le rossignol
- 1931 : In Wien hab' ich einmal ein Mädel geliebt
- 1931 : Ehe mit beschränkter Haftung
- 1932 : Die Vier um Bob 13
- 1932 : Die grausame Freundin
- 1932 : Nacht der Versuchung
- 1933 : Adjutant seiner Hoheit
- 1933 : Die Tochter des Regiments
- 1933 : Heimat am Rhein
- 1934 : Achtung! Wer kennt diese Frau?
- 1934 : Was bin ich ohne Dich
- 1934 : Un jour viendra
- 1937 : Le Mari qu'il me faut
- 1939 : Zentrale Rio
- 1939 : Der singende Tor
- 1939 : Légitime défense
- 1940 : La Fugue de Mr Patterson
- 1941 : Heimkehr
- 1942 : Der Seniorchef
- 1943 : Ich vertraue Dir meine Frau an
- 1943 : Leichtes Blut
- 1943 : Fritze Bollmann wollte angeln
- 1943 : Um 9 kommt Harald
- 1945 : Die Jahre vergehen
- 1948 : Fahrt ins Glück
- 1950 : Geliebter Lügner
- 1951 : Es geschehen noch Wunder
- 1951 : Le Traître
- 1951 : Das seltsame Leben des Herrn Bruggs
- 1952 : Bis wir uns wiederseh’n
- 1952 : Das kann jedem passieren
- 1952 : Ferien vom Ich
- 1953 : Ne craignez pas les grosses bêtes
- 1953 : Christina
- 1953 : Salto Mortale
- 1953 : Die Privatsekretärin
- 1953 : Der Kaplan von San Lorenzo (en)
- 1954 : Meine Schwester und ich
- 1954 : Die Stadt ist voller Geheimnisse
- 1954 : An jedem Finger zehn
- 1954 : Die Privatsekretärin
- 1955 : Liebe, Tanz und 1000 Schlager
- 1955 : Die Wirtin an der Lahn
- 1955 : Le Général du Diable
- 1955 : Ich weiß, wofür ich lebe
- 1956 : La Reine du music-hall
- 1957 : Träume von der Südsee
- 1957 : Siebenmal in der Woche
- 1958 : Heimatlos
- 1958 : Frau im besten Mannesalter
- 1958 : Nick Knattertons Abenteuer (de)
- 1959 : Patricia
- 1959 : La Paloma
- 1960 : Ein Student ging vorbei
- 1960 : Liebling der Götter
- 1960 : Das hab ich in Paris gelernt
- 1967 : Mister Dynamit – Morgen küßt Euch der Tod

## Source de la traduction
- (de) Cet article est partiellement ou en totalité issu de l’article de Wikipédia en allemand intitulé « Werner Fuetterer » (voir la liste des auteurs).